# 康寧大学
康寧大学（こうねいだいがく、University of Kang Ning）は、台湾にある私立大学。校名は中国の哲学である五福を康寧と名付けた。現在台北キャンパスと台南キャンパスを擁する。

## キャンパス
台北キャンパス：台北市内湖区。
台南キャンパス：台南市安南区。

## 歴史
- 1968年 - 「康寧高級護理助産職業学校」として開校。
- 1996年 - 「康寧護理専科学校」と改称。
- 2000年 - 「立徳管理学院」が開校する。
- 2003年 - 「康寧医護曁管理専科学校」と改称。
- 2008年 - 「立徳大学」に名称変更。
- 2011年 - 「康寧大学」に名称変更。
- 2015年 - 「康寧大学」と「康寧医護曁管理専科学校」と合併。

## 組織
台南キャンパス
- 創新管理学部：餐飲管理学科、休閒管理学科、健康照護管理学科、時尚造型設計学科、保健美容学科。

- 商業資訊学部：應用外語学科、企業管理学科、健康數位科技学科、資訊傳播学科。

- 共同教学センター：外国語センター、中国語センター、通識教育センター。

台北キャンパス
- 護理健康学部：護理学科、嬰幼児保育学科、視光学科、長期照護学科。
- 商業資訊学部：應用外語学科、企業管理学科、數位影視動畫学科、資訊管理学科。

- 共同教学センター：外国語センター、中国語センター、通識教育センター。

## 学生
5,262人（2016年）。

## 教員
170人（2016年）。

## スポーツ・サークル・伝統
康寧大学野球チーム
康寧大学男子バスケットボールチーム
康寧大学サッカーチーム

## 主な出身者
李威：台湾の俳優。

## アクセス
台南キャンパス ：台湾鉄路管理局台南駅より台南市公車7系統にて約45分。
台北キャンパス ：台北捷運内湖線葫洲駅。